# Lymantria demotes
Lymantria demotes är en fjärilsart som beskrevs av Collenette. Lymantria demotes ingår i släktet Lymantria och familjen tofsspinnare. Inga underarter finns listade i Catalogue of Life.